# Zisterzienserinnenabtei Wauthier-Braine
Die Zisterzienserinnenabtei Wauthier-Braine war von 1224 bis 1796 ein Kloster der Zisterzienserinnen in Braine-le-Château, Provinz Wallonisch-Brabant, Erzbistum Mechelen-Brüssel in Belgien.

## Geschichte
1224 wurde in Wauthier-Braine (niederländisch: Woutersbrakel) das Kloster Laus Deo gestiftet, das Claire de la Barre († 1247) aus Kloster Beaupré zur ersten Äbtissin hatte. 1439 wurde in unmittelbarer Nähe die Zisterzienserabtei Nizelles gegründet. 1796 fiel das Kloster der Französischen Revolution zum Opfer, sodass heute keine Überreste mehr am Ort sind. Es fand jedoch eine gewisse Fortsetzung in der Zisterzienserinnenabtei Colen, insofern die letzte überlebende Nonne von Wauthier-Braine, Maximilienne Guillaume, die Gründerin von Colen wurde.